# Coniopteryx lindbergi
Coniopteryx lindbergi är en insektsart som beskrevs av Bo Tjeder 1957. Coniopteryx lindbergi ingår i släktet Coniopteryx och familjen vaxsländor. Inga underarter finns listade i Catalogue of Life.